# Stryków (plaats)
Stryków is een stad in het Poolse woiwodschap Łódź, gelegen in de powiat Zgierski. De oppervlakte bedraagt 8,15 km², het inwonertal 3602 (2005).

## Verkeer en vervoer
- Station Stryków

## Geboren
- Maciej Stryjkowski (1547 - 1593), priester, diplomaat, schrijver en dichter